# Pegasusplan
Het Pegasusplan is een toekomstplan van de Vlaamse Vervoermaatschappij De Lijn in de Vlaamse Ruit.
Het bestaat uit een aantal deelprojecten in Antwerpen, Gent en Vlaams-Brabant.
In 2004 werd geraamd dat de totale investeringskosten van dit plan 1.152 miljoen euro zouden bedragen.

## Antwerpen
Het Pegasusplan heeft als belangrijkste onderdeel in Antwerpen de ingebruikname van een deel van de ongebruikte premetrotunnels onder de Turnhoutsebaan te Borgerhout (ook bekend als LIVAN 1). Via een helling op de Herentalsebaan zou de Reuzenpijp tunnel worden aangesloten op het huidige traject van lijn 24. De nieuwe lijn zou dan vanaf de huidige terminus Silsburg worden doorgetrokken naar het Wijnegem Shopping Center, via het "rond punt" en P+R Wommelgem. De bovengrondse tramverbinding op de Turnhoutsebaan zou wel worden behouden, aangezien in dit plan enkel de openstelling van een beperkt aantal premetrohaltes voorzien is. Dit maakt de nieuwe ondergrondse verbinding tot een echte sneltramlijn.
Er zijn ook plannen voor een lightrailverbinding Antwerpen - Boom - Puurs.

## Mechelen
Op 2 december 2008 gaf Vlaamse minister van Mobiliteit, Kathleen Van Brempt de opdracht aan De Lijn om een Mechels project op te nemen in het Pegasusplan, dat in het voorjaar rond moet zijn: enerzijds een tramtracé van het station van Mechelen tot aan de noordelijke wijken, bedrijfsterreinen, de nieuwe ziekenhuiscampus en het eventuele nieuwe voetbalstadion; anderzijds een lightrail op de nu ongebruikte treinsporen van de verbinding Boom-Willebroek-Mechelen. Met het aantreden van de Regering-Peeters II en Hilde Crevits als minister van mobiliteit werden deze plannen echter al snel vergeten. De klemtoon kwam elders te liggen, onder meer bij de ontwikkeling van Brabantnet.

## Gent
Er werd (in 2004) voorzien in de uitbouw van een nieuw tramnet van 6 nieuwe lijnen, een uitbreiding van het busnetwerk en ook de ontwikkeling van een Park & Ride-gordel rond de agglomeratie van Gent.
Onderdelen die inmiddels zijn gerealiseerd, zijn de verlenging van tramlijn 4 naar het UZ en de verlenging van tramlijn 21 naar Zwijnaarde (beide in dienst gesteld in 2016).
Lijnen die nog op de planning staan om vóór 2030 in gebruik te worden genomen, zijn onder andere:
- De 'hertramming' van buslijn 3 (Mariakerke - Gentbrugge)
- De hertramming van buslijnen 76/77/78 tot tramlijn 7 (Lochristi - Sint-Martens-Latem)
- De verlenging van tramlijn 4 van UZ Gent tot de Ghelamco Arena
- De realisatie van de ‘Hoefijzerlijn’ (Dampoort - Muide)

Daarnaast maakt de stad Gent ook gewag van de volgende nieuwe tramlijnen met "prioriteit 1":
- De verlenging van tramlijn 1 van Flanders Expo naar The Loop
- De verlenging van tramlijn 4 van Moscou naar Merelbeke
- Een nieuwe tramlijn van Dampoort naar Oostakker

## Vlaams-Brabant
Het deel in Vlaams-Brabant bestaat uit de ontwikkeling van een snelnet in en rond Brussel van 21 lijnen. Er wordt daarin ook een hogere frequentie van de streeklijnen voorzien. Belangrijk zijn daarin de toevoerlijnen naar Zaventem-luchthaven en Vilvoorde, omwille van alle economische activiteiten die in die regio gevestigd zijn.
In 2012 werd Brabantnet voorgesteld, waarin verschillende nieuwe sneltramlijnen in Vlaams-Brabant werden voorgesteld. De eerste ingebruikname situeert zich rond 2020.
- Brussels Airport: Brussel - Brussels Airport - Haacht
- Ninove: Brussel - Weststation - Ninove
- Willebroek: Brussel - Heizel - Londerzeel - Willebroek - Boom
- Noordtangent: UZ Jette - Heizel - Vilvoorde - Brussels Airport - Tervuren